# Rhodospatha moritziana
Rhodospatha moritziana är en kallaväxtart som beskrevs av Heinrich Wilhelm Schott. Rhodospatha moritziana ingår i släktet Rhodospatha och familjen kallaväxter. Inga underarter finns listade.